# Czechosłowacka Formuła 3 Sezon 1971
Sezon 1971 Czechosłowackiej Formuły 3 – ósmy sezon Czechosłowackiej Formuły 3. Mistrzem kierowców został Vladimír Hubáček (Lotus 41C).

## Kalendarz wyścigów
Źródło: formula2.net
| Runda | Data           | Tor       | Pole position | Najszybsze okrążenie | Zwycięzca (kierowcy) | Zwycięzca (zespoły) |
| ----- | -------------- | --------- | ------------- | -------------------- | -------------------- | ------------------- |
| 1     | 16 maja        | Most      | ?             | ?                    | Vladimír Hubáček     | Dukla Praha         |
| 2     | 13 czerwca     | Hawierzów | ?             | ?                    | Jaroslav Mlček       | ?                   |
| 3     | 5 września     | Most      | ?             | ?                    | František Janotka    | ?                   |
| 4     | 19 września    | Most      | ?             | ?                    | Vladimír Hubáček     | Dukla Praha         |
| 5     | 3 października | Hawierzów | ?             | ?                    | Vladimír Hubáček     | Dukla Praha         |